# 400万台クラブ
400万台クラブとは、1990年代に自動車メーカー間のM&Aの重要性を説く際に用いられたキーワード。当時は、年間400万台生産しない自動車メーカーは淘汰されるとささやかれ、また年間400万台分の自動車主要部品を生産しない専業部品メーカーにも同様の議論は及んだ。

## 経緯
1998年にダイムラー・ベンツがクライスラーを買収してダイムラー・クライスラーが誕生。超大型自動車メーカーが誕生したことにより、自動車各社のM&Aが盛んに試みられるようになった。その際の指標となった年間生産台数から400万台クラブと表現されるようになった。しかし会社規模の拡大に伴うスケールメリットは謳われるほど成果はなく、次第に死語となった。

## 終焉
2000年に入るとBMWによるローバー・グループなど、1990年代に吸収、子会社化された中・小メーカー、ブランドの分離が始まり、2007年には、象徴的とされたダイムラー・クライスラー自体が解体。2008年には、フォードによるジャガーやマツダ株の売却が進むなど、事実上終焉を迎えている。。
しかし一方で、ルノー・日産自動車と三菱自動車のアライアンスや、フィアット・クライスラー・オートモービルズとグループPSA（プジョーシトロエン）の統合などによって、トヨタ自動車、フォルクスワーゲン、ゼネラル・モーターズとともに「1000万台クラブ」が形成されているとも言われている。